# Timothy McGee
L'agente speciale Timothy Farragut "Tim" McGee è un personaggio della serie televisiva NCIS - Unità anticrimine, interpretato da Sean Murray.
Timothy McGee, o "Pivello", come è comunemente indicato dalla squadra e in particolare dall'agente speciale DiNozzo, ha guadagnato il suo status di agente operativo quando è stato trasferito a Washington da Norfolk e ha iniziato a lavorare per Gibbs in qualità di esperto di informatica, aiutando anche Abby Sciuto in laboratorio quando necessario.

McGee appare come personaggio ricorrente in alcuni episodi della prima stagione, mentre entra a fare parte del cast principale all'inizio della seconda stagione.

## Background
McGee è il figlio dell'ammiraglio John McGee, mentre il nome della madre non viene mai rivelato nella serie. Ha una sorella minore di nome Sarah, interpretata nella serie da Troian Bellisario, sorella acquisita di Sean Murray. È nato a Bethesda, nel Maryland, e ha passato l'infanzia in California ad Alameda, dove la famiglia si era trasferita per seguire la carriera di ufficiale di marina del padre.
McGee ha conseguito un master in Informatica al MIT e una laurea in ingegneria biomedica alla Johns Hopkins. Dopo la laurea ha iniziato a lavorare per l'NCIS come agente sul campo di stanza a Norfolk, incarico che occupa al momento della sua prima apparizione nella serie, nell'episodio "Salvate le balene" della prima stagione.
Durante il primo episodio della seconda stagione (Non vedere il male) viene trasferito presso la squadra di Gibbs al quartier generale dell'NCIS a Washington.

## Aspetto e personalità
Timothy McGee è l'esperto informatico della squadra dell'NCIS capitanata dall'agente speciale Leroy Jethro Gibbs. Inizialmente è presentato come un geek, con abilità da hacker e in grado di risolvere complicati livelli di crittografia, ma allo stesso tempo timido e impacciato per quanto riguarda il lavoro sul campo. Durante il decimo episodio della terza stagione appare chiaramente scosso dopo aver ucciso per la prima volta una persona, benché si fosse trattato di legittima difesa.
Per il suo ruolo di ultimo arrivato è spesso chiamato dagli agenti speciali Gibbs e Anthony DiNozzo "pivello" ("probie" nell'originale inglese). Viste le sue abilità informatiche DiNozzo gli dà inoltre una serie di altri soprannomi quali McGeek, McGoogle, McObi Wan Kenobi o Re degli elfi, quest'ultimo dopo aver scoperto che uno dei passatempi di Tim è interpretare un signore degli elfi in un gioco di ruolo online.
Nel corso della serie il personaggio di McGee matura e diventa più sicuro di sé, guadagnandosi il rispetto dei propri colleghi compreso DiNozzo, che smette di prenderlo in giro e inizia a chiamarlo Tim invece di "pivello".

### Aspetto fisico
McGee ha occhi verdi e capelli biondo-castano. Fino alla fine della sesta stagione appariva in sovrappeso, mentre durante la settima stagione dimagrisce visibilmente. La notevole perdita di peso del personaggio ha causato nei fan alcune preoccupazioni in merito allo stato di salute di Sean Murray, ma nell'ottobre 2010 tramite il proprio account Twitter l'attore ha spiegato che si era volontariamente messo a dieta, riducendo gli zuccheri, eliminando l'alcol e consumando solo cibi biologici.
Il tipico abbigliamento di McGee evolve nel corso della serie: nei primi episodi indossava sempre un abito, camicia e cravatta, mentre a partire dalla quarta stagione adotta un abbigliamento un po' più informale rinunciando alla cravatta. Dalla settima stagione inizia a indossare spesso anche giacche di pelle o bomber sopra la camicia.
Nelle prime 14 stagioni ha sempre un aspetto ben rasato. Durante il periodo in cui è tenuto in ostaggio in Paraguay, a cavallo la tra quattordicesima e la quindicesima stagione, si fa crescere la barba e decide di mantenere questo look anche una volta liberato e ripreso il lavoro all'NCIS.

### Hobby
Nel tempo libero McGee ama giocare con il computer, in particolare con giochi di ruolo e di tattica militare. Durante l'episodio "L'uomo volante" della settima stagione si scopre che ha inoltre una grande passione per i jet pack, al punto di mostrare ai compagni di squadra un breve film da lui stesso realizzato sull'argomento. Vista la sua esperienza dell'argomento Gibbs lascia a McGee il comando dell'indagine, che ruota appunto intorno alla morte di un collaudatore di jet pack.
Fin dalla prima stagione viene rivelato che un altro dei passatempi di McGee è scrivere romanzi polizieschi. Gli altri membri della squadra però lo scopriranno solo anni dopo, in particolare durante l'episodio "Articolo da copertina" della quarta stagione. In tale occasione infatti si scopre che McGee ha pubblicato, sotto lo pseudonimo di Thom E. Gemcity (anagramma del suo vero nome Timothy McGee), almeno un romanzo parte di una serie intitolata Deep Six, che ha riscosso un discreto successo e gli ha fatto guadagnare diversi fan, e di essere al lavoro sul suo seguito. Il titolo del primo romanzo è "Deep Six: Le avventure di L.J. Tibbs" e racconta di un agente speciale chiaramente ispirato a L.J. Gibbs, e anche gli altri personaggi che appaiono nel libro sono chiaramente basati su se stesso e sui propri compagni di squadra, estremizzandone abilità e difetti.

### Relazioni sociali
Essendo l'ultimo arrivato in squadra e presentandosi come un geek impacciato, durante le prime stagioni McGee è spesso preso in giro dai suoi compagni di squadra Kate Todd e soprattutto Anthony DiNozzo, il quale conia per lui una serie di soprannomi e sfrutta la propria qualifica di agente anziano per relegare McGee agli incarichi meno piacevoli. Parallelamente alla maturazione del personaggio anche il rapporto tra DiNozzo e McGee evolve e i due diventano buoni amici, pronti a sostenersi a vicenda nei momenti di difficoltà.
Nella prima stagione McGee ha una relazione sentimentale con la scienziata forense Abby Sciuto. La relazione viene ad un certo punto interrotta, anche se nella serie non viene mai spiegato il motivo, ma tra i due personaggi resta un affetto fraterno.
All'inizio dell'undicesima stagione McGee inizia a frequentare l'analista del Dipartimento della Difesa Delilah Fielding. Tim e Delilah si sposano nel penultimo episodio della quattordicesima stagione, subito dopo aver scoperto di aspettare un figlio e nel nono episodio della stagione successiva Delilah dà alla luce due gemelli, che vengono chiamati John e Morgan.

## Accoglienza
Durante le prime stagioni l'apparente inesperienza di McGee venne notata dai critici: nel 2005 Bill Keveney di USA Today lo descrisse come un "esperto di computer giovane e inesperto", Noel Holston del Sun Sentinel lo definì come "l'agente più nuovo e nerd del gruppo", mentre nel 2007 lo storico della televisione Tim Brooks lo ha descritto come "l'agente in prova più serio e conservatore che è spesso vittima degli scherzi di Tony".
Nel 2013 David Hinckley in un articolo del Daily News fa riferimento a McGee come "il necessario mago della tecnologia" mentre nel 2011 Alyssa Rosenberg del The Washington Monthly ha osservato come le figure di McGee, "un geek che ha studiato al MIT e che scrive romanzi sottilmente basati sui suoi compagni di squadra" e di Abby Sciuto appaiono come personaggi liberali in contrasto con figure più conservative come Gibbs e DiNozzo. Le idee politiche di nessuno dei personaggi sono però espresse esplicitamente durante la serie e per questo il pubblico non è portato a schierarsi politicamente con l'uno o l'altro di essi.